# William John McGee
William John McGee, LL.D. (17 de abril de 1853 - 4 de septiembre de 1912) fue un inventor, geólogo, antropólogo y etnólogo estadounidense, nacido en Farley, Iowa. Siempre se refirió a sí mismo como JW McGee, sin punto.

## Biografía
Aunque fue en gran parte autodidacta, McGee asistió a una escuela rural de una sola aula al norte de Farley durante los cuatro meses de invierno, entre 1858 y 1867. Dedicó sus primeros años a la lectura de leyes y a la topografía. Inventó y patentó varias mejoras en aperos agrícolas.
Posteriormente se dedicó a la geología. En 1877-1881, realizó un levantamiento topográfico y geológico de 17.000 millas cuadradas (44.030 km²) en el noreste de Iowa. A partir de entonces emprendió un examen del loess del río Misisipi, investigó los grandes lagos cuaternarios de Nevada y California, y estudió un reciente movimiento de falla en la vertiente atlántica media.
En 1881 fue nombrado geólogo del Servicio Geológico de Estados Unidos (USGS). En 1884 McGee fue el autor del artículo Map of the United States exhibiting the present status of knowledge relating to the areal distribution of geologic groups for the USGS Journal. Durante su estancia en la USGS, McGee viajó a Charleston, Carolina del Sur, en 1886 con el fin de estudiar las perturbaciones sísmicas en sus proximidades.
McGee fue etnólogo responsable de la Oficina de Etnología Americana de 1893 a 1903. En 1895, exploró la Isla del Tiburón, Golfo de California, hogar del pueblo Seri. En 1904 fue jefe del departamento de antropología que organizó los «Días de Antropología» en las Olimpiadas de Verano de 1904 / Exposición de la Compra de Luisiana, la Feria Mundial de 1904. En 1907, el presidente Roosevelt le nombró miembro de la Comisión de Vías Navegables. Otros cargos destacados suyos fueron: presidente en funciones de la Asociación Estadounidense para el Avance de la Ciencia (1897-1898); presidente de la Asociación Estadounidense de Antropología (1902-1912); y presidente de la National Geographic Society (1904-1905).
McGee también fue miembro fundador de la Sociedad Geológica de Estados Unidos y fue el primer editor de Geological Society of America Bulletin, en 1890.
Casado con Anita Newcomb McGee en 1888, McGee tuvo tres hijos. Falleció en Washington D. C., de cáncer el 4 de septiembre de 1912.
El monte McGee en California lleva su nombre en su memoria.

## Obras
- Wikisource en español contiene obras originales de William John McGee.

Entre sus publicaciones se incluyen:
- La geología de la bahía de Chesapeake (1888)
- Historia del Pleistoceno del noreste de Iowa (1889)
- Los indios siouan [7] (1895)
- Trepanación primitiva (1897)
- Los indios seri (1899)
- Números primitivos (1901)
- Erosión del suelo (1911)
- Pozos y aguas subterráneas (1913)

## Lectura adicional
- Bates, J. Leonard, "La democracia estadounidense en marcha: el movimiento conservacionista, 1907 a 1921" , Mississippi Valley Historical Review (1957) 44#1 pp. 29-57 en línea

- Cross, Whitney R. "WJ McGee y la idea de la conservación". Historiador (1953) 15:148-62. https://doi.org/10.1111/j.1540-6563.1953.tb00145.x
- Darton, NH "Memorias de WJ McGee". Anales de la Asociación de Geógrafos Americanos (1913) 3: 103-10.
- Hinsley, Curtis M., Jr. Salvajes y científicos: el Instituto Smithsonian y el desarrollo de la antropología estadounidense, 1846-1910 (Smithsonian Institution Press 1981)
  - 1960-1969, 1970-1980, 1981-1982, 1983-1984, 1985-1986, 1987-1988, 1990-1991, 1992-1993, 1994-1995, 1996-1997, 1998-1999, 1999- "EL DESARROLLO DE UNA PROFESIÓN: ANTROPOLOGÍA EN WASHINGTON, DC, 1846-1903". (Tesis doctoral, Universidad de Wisconsin-Madison; ProQuest Dissertations Publishing, 1976. 7618882).
- Hodge, Frederick Webb. "WJ McGee". Antropólogo estadounidense (1913) 14: 683-86.
- Knowlton, FJ "Memorias de WJ McGee". Boletín de la Sociedad Geológica de América (1912) 24: 18-29.